# الحكومة الإماراتية (1973)
حكومة دولة الإمارات العربية المتحدة (1973) هي الحكومة الثانية في تاريخ دولة الإمارات العربية المتحدة منذ قيام الاتحاد عام 1971، والثانية التي يشكلها الشيخ مكتوم بن راشد آل مكتوم.

## أعضاء مجلس الوزراء
1. الشيخ مكتوم بن راشد آل مكتوم، رئيس مجلس الوزراء
2. الشيخ خليفة بن زايد آل نهيان، نائب لرئيس مجلس الوزراء
3. الشيخ حمدان بن راشد آل مكتوم ، وزير المالية والصناعة
4. الشيخ حمدان بن محمد آل نهيان، وزير الأشغال العامة والاسكان
5. الشيخ مبارك بن محمد آل نهيان، وزير الداخلية
6. الشيخ محمد بن راشد آل مكتوم، وزير الدفاع
7. أحمد خليفه السويدي، وزير الخارجية
8. الشيخ سلطان بن أحمد المعلا، وزير الاقتصاد والتجارة
9. الشيخ سيف بن محمد آل نهيان ، وزير الصحة
10. الشيخ محمد بن سلطان القاسمي، وزير العمل والعمال
11. عبدالله عمران تريم، وزير التربية والتعليم
12. مانع سعيد العتيبة، وزير النفط والثروة المعدنية
13. محمد سعيد الملا، وزير المواصلات
14. الشيخ عبد العزيز راشد النعيمي، وزير الشؤون الاجتماعية
15. الشيخ عبد الله بن حميد القاسمي، وزير الكهرباء والماء
16. الشيخ أحمد بن سلطان القاسمي، وزير العدل
17. أحمد بن حامد، وزير الإعلام والسياحة
18. الشيخ حمد بن محمد الشرقي، وزير الزراعة والثروة السمكية
19. سعيد محمد سلمان، وزير الإسكان
20. ثاني بن عيسى بن حارب، وزير الشؤون الإسلامية والأوقاف
21. راشد بن حميد، وزير الشباب والرياضة
22. محمد خليفة الكندي، وزير التخطيط
23. عبدالملك كايد القاسمي، وزير الدولة لشئون المجلس الأعلى
24. محمد حبروش السويدي، وزير الدولة للشؤون المالية والصناعة
25. حموده بن علي، وزير الدولة للشؤون الداخلية
26. سيف سعيد غباش، وزير الدولة للشؤون الخارجية
27. سعيد الغيث، وزير الدولة لشؤون الاعلام
28. حمد بن سيف الشرقي، وزير الدولة

## التعديلات الوزارية
أجري على هذه الحكومة تعديلان كما يلي:
- التعديل الأول بتعيين عتيبة عبد الله العتيبة وزيرا للدولة لشؤون مجلس الوزراء.
- التعديل الثاني تعيين أحمد بن سلطان بن سليم وزيرا للدولة·